# 斎田杏
斎田 杏（さいた あん、1993年1月27日 - ）は、日本の元女子バレーボール選手。

## 来歴
宮城県多賀城市出身。古川学園高在学時に春高バレーで準優勝、3年次のインターハイでは優勝を果たした。同級生には佐々木美麗、大野果歩、大野果奈がいる。
2011年、Vチャレンジリーグ時代の日立リヴァーレに入団。
2017年6月、同部を退部し、ドイツ・ブンデスリーガのシュヴァルツ・ヴァイス・エアフルトに移籍した。
2018年9月、全日本コーチのフェルハト・アクバシュが監督を務めるルーマニアのCSMブカレストに移籍した。
2019年よりスイスのスマッシュ・プフェッフィンゲンでプレーした。
2022年に現役引退。仙台育英高等学校男子バレーボール部のコーチに就任した。
2024年7月、ルーマニアのCSMルゴジと契約を結んだことがチームの公式SNSから発表され、9月に自身のSNSで現役復帰を発表した。シーズン終了後、現役引退。

## 所属チーム
- 古川学園高校（2008-2011年）
- 日立リヴァーレ（2011-2017年）
- シュヴァルツ・ヴァイス・エアフルト（ドイツ語版）（2017-2018年）
- CSMブカレスト（2018-2019年）
- スマッシュ・プフェッフィンゲン（ドイツ語版）（2019-2022年）
- CSM Lugoj（2024-2025年）

## 個人成績
Vプレミアリーグレギュラーラウンドにおける個人成績は下記の通り。
| シーズン | 所属 | 出場 | 出場   | アタック | アタック | アタック | アタック | ブロック | ブロック | サーブ | サーブ | サーブ | サーブ | レセプション | レセプション | 総得点 | 備考 |
| -------- | ---- | ---- | ------ | -------- | -------- | -------- | -------- | -------- | -------- | ------ | ------ | ------ | ------ | ------------ | ------------ | ------ | ---- |
| シーズン | 所属 | 試合 | セット | 打数     | 得点     | 決定率   | 効果率   | 決定     | /set     | 打数   | エース | 得点率 | 効果率 | 受数         | 成功率       | 総得点 | 備考 |
| 2013/14  | 日立 | 28   | 1      | 0        | 0        | 0.0%     | %        | 0        | 0.00     | 0      | 0      | 0.00%  | 0.0%   | 0            | 0.0%         | 0      |      |
| 2014/15  | 日立 | 21   | 11     | 0        | 0        | 0.0%     | %        | 0        | 0.00     | 0      | 0      | 0.00%  | 0.0%   | 52           | 63.5%        | 0      |      |
| 2015/16  | 日立 | 19   | 0      | 0        | 0        | 0.0%     | %        | 0        | 0.00     | 0      | 0      | 0.00%  | 0.0%   | 0            | 0.0%         | 0      |      |
| 2016/17  | 日立 | 21   | 0      | 0        | 0        | 0.0%     | %        | 0        | 0.00     | 0      | 0      | %      | 0.0%   | 0            | 0.0%         | 0      |      |